# Грамоща
 Тази статия е за селото.  За планината вижте Грамос.  За бившето село вижте Грамос (Костурско).
Грамоща или Грамуща (произношение в местния говор Грамушча), или Грамос (на гръцки: Γράμμος или Γράμος, до 1927 година Γράμμοστα, Грамоста, на арумънски: Gramosta) е село в югозападната част на Егейска Македония, Гърция, част от дем Нестрам в административната област Западна Македония.

## География
Грамоща е разположено на 1350 m в алпийска долина в склоновете на планината Грамос на 70 km югозападно от град Костур (Кастория). В близост до селото е разположено алпийското езеро Гиздово (Гистова), както и проломът Катафики.

## История

### В Османската империя

#### Име
Името на селото се среща в ранните източници по различни начини: а) Грамос, в данъчния регистър от 1530 година и и в този от 1568 година, б) Грамости (Γράμμοστη) от епархия Костур, в Завордската кондика от периода 1534 – 1692 година, в) Грамости (Γράμμοστη), в 1602 година в протезиса на Спармоския манастир в Олимп, г) Грамости (Γράμμοστη), в 1613 година в протезиса на манастира Варлаам, Метеора, д) Грамоста (Γράμμοστα) от Хрупищко в 1621 и 1622 година в два документа, е) Грамости (Γράμοστη) и Грамоста (Γράμοστα), в 1645 и 1656 година в зографски надписи,  ж) Грамоста (Γράμοστα) от каза Хрупища, през 1650 година в документ от църковния архив на Лариса, з) Грамоста (Γράμμόστα) в 1775 година в протезиса на Големия Метеор.

#### Ранни години
В османския данъчен регистър от 1530 година Грамус (Gramus) е посочено в казата Ащин (по-късно каза Хрупища) с 87 домакинства на женени християни и 28 семейства на неженени или овдовели християни (общо 115 семейства).
В османския данъчен регистър от 1568 година са регистрирани три махали на селището Грамус: главната махала със 148 къщи (женени 106, неженени 42), махалата Мици със 156 къщи (женени 107, неженени 49) и махалата Мина със 197 къщи (женени 113, неженени 84). Общо домакинствата са 326 семейства на женени християни и 175 семейства на неженени или овдовели християни. Земеделските дейности на жителите са облагани по следния начин: за обработка на ниви и градини, за производство на пшеница (150 килограма), ечемик (100 килограма), ръж (100 килограма), овес (10 килограма) и коноп, за пчеларство, за летни пасища, за експлоатацията на 12 водни мелници, за закупуване на вино, за съхранение на продукти, за придобиване на права върху собственост, за клане на свине по Коледа, за празнуване на сватби, за извършване на нарушения. Общият данък върху селото се е състоял от 16 000 аспри и е принадлежал половината на валията, а другата половина на селския спахия.

#### Разцвет
До XVIII век Грамоща е българско село, но населението му се изселва в Грамос, чиито жители по-късно се изселват в съседното село Дреновени (днес Кранионас). В Грамоща се заселват власи скотовъдци. Според устното предание, първоначално повечето от жителите са били земеделци и дървосекачи, докато по-късно те стават полуномадски скотовъдци, като много от тях се занимават с производство на сирене, тъкачество, кожарство, производство на прибори за хранене, транспорт и търговия.
Полуномадските скотовъдци обикновено прекарват зимата на Изток – в Тесалия и в Хрупища, където имат своя собствена махала, а от края на XVIII век в Централна Македония до Халкидика. Документ от 1650 година споменава „овчари от Грамоща, които живеят на пасища в Лариса и Велестино“. Документ от 1802 година споменава, че власи от Грамоща зимуват в имение на Али паша Янински близо до Бер. През 1911 година те зимуват в Хрупища.
Според устното предание, селището в 1760 година е имало три махали с имена, съответстващи на фамилните имена на семействата, които са живели предимно там: а) Хаджистерьо, централна, където са се намирали църквите „Света Богородица“ и „Света Параскева“, б) Пичиота, където се е намирала църквата „Свети Георги“ и в) Пачура. По пътя за Денско (Аетомилица) се е намирало селището Пискохори. Пичиотците имат стадо от хиляди овце и кози и зимуват във Велестино, където стават най-добри приятели с бащата на Ригас Фереос. Пачурците имали толкова много стада и толкова голямо производство на мляко, че построили многокилометрови глинени тръби, за да транспортират млякото от кошарите до фабриката за сирене близо до селото. Техният прародител произхождал от Аграфа, бил разбойник и се е сражавал на Крит. Хаджистерьовци и статеите имали многобройни товарни животни.
В Грамоща се развива и зографска школа. В 1530 година грамощенски зограф работи в района на Охридската архиепископия, в 1603 година Михаил и Константин изписват католикона на манастира „Успение Богородично“ в планината Дивровуни край село Диври, Албания, в 1645 година Димитър Скутарис и синът му Йоан Скутарис са изрисували църквата „Свети Апостоли“ в Депалица и други.
В произведенията на гореспоменатите художници има и надписи, написани от тях, което показва, че са знаели да четат и пишат, вероятно след като са учили в училище в селото си. Училище е засвидетелствано в Грамоща в 1756, 1764 и поне около 1800 година. Това училище е посещавано от Антим (1737 – 1794) в 1756 година, който става игумен на манастира Олимпиотиса, и от Йоанис Николидис около 1765 година, който израства в Клисура и става лекар и член на Медицинската академия във Виена през 1781 година.
Във времето на максимален разцвет – от XVII век до средата на XVIII век, според различните изчисления Грамоща има около 3000 до 5000 семейства с 15 000 жители до 40 000 жители и е била най-голямото влашко село след Москополе.

#### Албански натиск и изселвания
През XVII век в района се засилват случаите на държавен произвол, на нападения от албански или гръцки разбойници, или на изнудване за платена защита или заграбване на селата като чифлици. В 1621 година спахията и чифликчия на Грамоща налага данък на жителите, но те отказват да се подчинят, не се явяват в съда и заплашват да се укрият в планините, ако той настоява за данъка. В 1622 година данъкът е наложен, но жителите отказват да го плащат и се местят в Маловища, Битолско. Около 1650 година нова група жители от района на Грамос се мести в Маловища, притискани от албанци мюсюлмани, които претендират за пасищата на Грамос.
От средата на XVIII век жителите на Грамоща започват да страдат от нападения на албанци, които във втората половина на века се засилват. В 1760 година, след ожесточена атака на албанци от Колонията срещу Грамоща, жителите му се преместват от разграбеното и полуразрушено село в други части на Македония, като само 1/4 от тях се завръщат в селото. В 1769 година албански банди разрушават седем села в областта – Грамоща, Линотопи, Въртеник, Пискохори, Лагор, Омотско и Загар. Грамоща обаче за разлика например от Линотопи, Николица и Москополе не е унищожено напълно. Грамощани, на които албанците попречват да използват пасищата в равнината Музакия, близо до Берат, се преместват в Крушево. Около 1790 година грамощенският първенец и глава на задруга (целингато) Хаджистерьос или Куцофусияс е принуден да обещае на Али паша, че ще изпрати красивата си дъщеря Сиана в харема му. Когато войниците на Али пристигнали в селото, той обаче успял да избяга със семействата на своето целингато отвъд Бистрица, на място, което Али не контролирал. Според друга версия, Сиана била убита по време на сблъсъците между войниците на Али, които разрушили селото.
В 1800 година поради албански набег в селото, десет семейства се преместват в Магарево. От началото на XIX век в селото започнали да се заселват и албански власи. В 1845 година грамощенският глава на задруга, заселил се в Магарево, кани 15 семейства албански власи да се преместят от Грамос в Мегарово. От около 1850 година много семейства от селото се преместват за постоянно в Хрупища.
Панайотис Аравантинос пише в 1862 година, че Грамоща в провинция Хрупища има 400 семейства. Според Николаос Схинас  („Οδοιπορικαί σημειώσεις Μακεδονίας, Ηπείρου, Νέας οροθετικής γραμμής και Θεσσαλίας“) в 1886 година селото има 50 християнски домакинства и три църкви. В 1889 година има 50 семейства или 300 жители.
Църквата „Успение Богородично“ е издигната в 1887 година, разрушена в Гражданската война и възстановена. В нея се пази ценната икона „Света Богородица Грамощенска“.
Според статистиката на Васил Кънчов („Македония. Етнография и статистика“) в 1900 година Грамосъ (Грамости) има 160 жители власи.
На Етнографската карта на Битолския вилает на Картографския институт в София от 1901 година Грамош е чисто българско село в Костурската каза на Корчанския санджак с 30 къщи.
По време на Илинденско-Преображенското въстание в Грамоща влиза голямата чета на Васил Чекаларов, радушно посрещната от влашкото население. Селото е нападнато от албански башибозук, който обаче е отблъснат от четата на ВМОРО.
Гръцка статистика от 1905 година показва Грамоща като село с 450 жители гърци.

### В Гърция
През Балканската война селото е окупирано от гръцки части и след Междусъюзническата война в 1913 година влиза в Гърция.
В „Етнография на Македония“, издадена в 1924 година, Густав Вайганд пише:
| „ | Котловината на Кастория е българска, но самата Кастория както и Маврово са гръцки, респективно гърцизирани, в Хрупища гръцката партия е наистина много силна, но не може да става дума за гърцизиране. Гощерац е почти, Богатсико - напълно гърцизирано. Езиковата граница върви от Гощерац към моста на Смикси, на север лежащото Пишак е още българско, а обратно Витсани и Бубуща са гръцки. Долината на идващия от Грамости поток, на Белица, е българска до Хамотско, следващото Линотопи е албанско, а следващото Грамости - аромънско. | “ |

Селото се използва само през лятото от власи скотовъдци. В 1940 година има 55 жители – всички мъже. От окупацията в 1941 година селото е изоставено. По време на Гражданската война тук е разположен щаба на Демократичната армия на Гърция. Селото е възстановено след края на войната в 1952 година.
От 1997 година Грамос е единствено селище на самостоятелна община, която от 1 януари 2011 година по закона „Каликратис“ е слята с дем Нестрам.
| Име     | Име            | Ново име       | Ново име            | Описание                                     |
| ------- | -------------- | -------------- | ------------------- | -------------------------------------------- |
| Юстова  | Γκουστόβα      | Левентико      | Λεβέντικο           | Местност в Грамос, ЮЗ от Грамоща             |
| Скирци  | Σκίρτση        | Перифано       | Περήφανο            | връх в Грамос (2442 m), Ю от Грамоща         |
| Гиздово | Λίμνη Γκέστοβα | Лимни Граму    | Λίμνη Γράμμου       | езеро, ЮЗ от Грамоща                         |
| Губел   | Γκοῦμπελ       | Корифи Булояни | Κορυφή Μπουλογιάννη | връх в Грамос, СЗ от Грамоща и З от Въртеник |

| Година    | 1913 | 1920 | 1928 | 1940 | 1951 | 1961 | 1971 | 1981 | 1991 | 2001 | 2011 | 2021 |
| --------- | ---- | ---- | ---- | ---- | ---- | ---- | ---- | ---- | ---- | ---- | ---- | ---- |
| Население | 0    | 0    | 13   | 55   | 0    | 0    | 0    | 0    | 28   | 149  | 105  | 10   |

## Личности
Родени в Грамоща
- Аргир Кулина (1883 – 1972), румънски архитект
- Васил Рапотика (1888 – 1943), арумънски активист
- Георги и Димитър Мануил, зографи от XVII век
- Евстатий, зограф, изписал в 1700 година заедно с Николай католикона на манастира „Благовещение Богородично“ в Кипсели (Хосепси), Артенско, с подпис „διά χειρός Ευσταθίου εκ κόμης Γράμωστα κ(αι) Νικολάου εκ κόμης Καλαρίταις“[18]
- Констанс Дима (р. 1948), гръцка писателка
- Михаил и Константин, зографи от XVII век[19]
- Йоан Зограф, син на поп Теодор, един от най-известните художници в региона от втората четвърт на XVI век[20][21]
- Йоан Скутарис и баща му Димитър, зографи от XVII век
- Йоанис Накицас (? – 1906), участник в Гръцката въоръжена пропаганда в Македония
- Йоанис Николидис (1745 – 1828), гръцки лекар и философ

Други
- Георги Холянов (р. 1946), български композитор, по произход от Грамоща[22]